# Подруйниця
43°04′ пн. ш. 17°35′ сх. д. / 43.06° пн. ш. 17.59° сх. д.
Подруйниця (хорв. Podrujnica) — населений пункт у Хорватії, у Дубровницько-Неретванській жупанії у складі громади Кула Норинська.

## Населення
Населення за даними перепису 2011 року становило 135 осіб.
Динаміка чисельності населення поселення: